# Звегинцов, Николай Иванович
Николай Иванович Звегинцов (1877—1932) — русский военный деятель, генерал-майор (1917). Герой Первой мировой войны.

## Биография
Родился 14 (26) мая 1877 года в семье статского советника (впоследствии — тайного советника) Ивана Александровича Звегинцова.
В 1896 году вступил в службу. В 1898 году после окончания Пажеского корпуса был произведён в корнеты и выпущен в Гусарский лейб-гвардии полк. В 1902 году произведён в поручики, в 1906 году в штабс-ротмистры, в 1910 году в ротмистры, в 1912 году в полковники.

В Первую мировую войну был командиром 53-го Донского казачьего полка (12.11.1914 — 30.01.1917); 10 ноября 1914 года за храбрость награждён Георгиевским оружием: 
За то, что командуя авангардом в составе полка при двух орудиях, искусными действиями, при явной для себя опасности, заставил противника очищать сильные позиции, что дало возможность дойти до р. Дейме и уничтожить на ней мост
С 1917 года генерал-майор, находился в распоряжении главнокомандующего Юго-Западным фронтом, командовал 1-й бригадой 13-й кавалерийской дивизии.
После Октябрьской революции 1917 года в Белой армии, командующий войсками Мурманского края. С 1918 года начальник военного отдела Военного управления Временного правительства Северной области.
С 1920 года находился в эмиграции во Франции. Умер 27 ноября 1932 года. Похоронен на кладбище Малакофф.

## Награды
- Орден Святого Станислава 2-й степени (1910)
- Орден Святой Анны 2-й степени (ВП 6.12.1913)
- Георгиевское оружие (ВП 10.11.1914)
- Орден Святого Владимира 4-й степени с мечами и бантом (ВП 07.05.1915)
- Орден Святого Владимира 3-й степени с мечами (ВП 13.10.1916)
- Мечи к ордену Св. Анны 2-й степени— ВП 28.10.1916)

## Семья
Был женат на фрейлине графине Софье Алексеевне Игнатьевой (1880—1935), дочери графа Алексея Павловича Игнатьева. Их дети:
- София (1901—1965)
- Александр (1903—1973)
- Николай (1904—1969)
- Иван (1906—1919)
- Андрей (1909—1980)
- Сергей (1912—1963)
- ещё две дочери.